# أدولف أولسون إيبرهارت
أدولف أولسون إيبرهارت هو محامي وسياسي أمريكي، ولد في 23 يونيو 1870 في فارملاند في السويد، وتوفي في 6 ديسمبر 1944 في سافاغ في الولايات المتحدة. نشط حزبياً في الحزب الجمهوري. وقد انتخب عضو مجلس ولاية مينيسوتا ‏ وانتخب حاكم مينيسوتا ‏ (21 سبتمبر 1909 – 5 يناير 1915).